# تاكوسيل
التاكوسيل (TachoSil) هو عبارة عن إسفنجة من كولاجين (collagen) مغطاة بعوامل تخثُّر (coagulation factors) بشرية من الفيبرينوجين (fibrinogen) والثرومبين (thrombin). وتستخدم هذه الإسفنجة أثناء الجراحة لوقف النزف الموضعي من الأعضاء الداخلية الإرقاء (hemostasis). وهذه الإسفنجة مصنّعة من أوتار الحصان. وتتفاعل التاكوسيل بمجرد ملامستها للدم أو غيره من سوائل الجسم أو محلول ملحي (saline) لتُكوّن جلطة تلتصق بسطح النسيج. ويتم الوصول إلى الإرقاء في دقائق معدودة، ثم يقوم الجسم بامتصاص الإسفنجة خلال عدة أسابيع.
جدير بالذكر أن بعض المرضى يعانون من فرط الحساسية أو رد فعل حساس. وفي حالات نادرة، قد تتحول إلى حساسية مفرطة حادة. لذا لا تعد التاكوسيل وسيلة مفيدة لمن هم عرضة للحساسية المنتظمة للبروتينات المستخلصة من الحصان أو منتجات الدم البشري.

## وصلات خارجية
- TachoSil website